# Discographie de David Liebman
Cette page décrit la discographie de David Liebman, saxophoniste de jazz.

## En tant que leader ou coleader
| Année d'enregistrement | Année de sortie | Titre                                                            | Artiste principal                                                                    | label                         | Pays de sortie | Notes                                                               |
| ---------------------- | --------------- | ---------------------------------------------------------------- | ------------------------------------------------------------------------------------ | ----------------------------- | -------------- | ------------------------------------------------------------------- |
| 1970                   | 1975            | Night Scapes                                                     | David Liebman/Carvel Six                                                             | CBS/Sony                      | Japon          |                                                                     |
| 1972                   | 1973            | Open Sky                                                         | Open Sky Trio (Dave Liebman, Frank Tusa, Bob Moses)                                  | PM                            | USA            |                                                                     |
| 1973                   | 1973            | First Visit                                                      | David Liebman                                                                        | Philips/Nippon Phonogram      | Japon          |                                                                     |
| 1973                   | 1974            | Lookout Farm                                                     | David Liebman                                                                        | ECM Records                   | Allemagne      |                                                                     |
| 1973                   | 1975            | Spirit In The Sky                                                | Open Sky Trio (Dave Liebman, Frank Tusa, Bob Moses)                                  | P.M.                          | USA            |                                                                     |
| 1974                   | 1975            | Drum Ode                                                         | David Liebman                                                                        | ECM Records                   | Allemagne      |                                                                     |
| 1975                   |                 | Ljubljana Jazz Festival ’75: Na Koncertinom Podiju               | Artistes divers                                                                      | Jugoton                       | Yougoslavie    |                                                                     |
| 1975                   | 1975            | Sweet Hands                                                      | David Liebman                                                                        | A&M/Horizon                   | USA            |                                                                     |
| 1975                   |                 | Live From Onkel Po’s Carnegie Hall-New jazz Festival Hamburg-’75 | Artistes divers                                                                      | Polydor                       | Europe         |                                                                     |
| 1975                   | 1976            | Forgotten Fantasies                                              | David Liebman/Richard Beirach                                                        | A&M/Horizon                   | USA            |                                                                     |
| 1975                   |                 | Lookout Farm Live                                                | David Liebman/Richard Beirach                                                        | A&M/Horizon                   | USA            |                                                                     |
| 1976                   | 1977            | Light’n Up Please                                                | David Liebman                                                                        | A&M/Horizon                   | USA            |                                                                     |
| 1976                   | 1981            | What’s New                                                       | David Liebman                                                                        | Tobacco Road                  | Allemagne      | également sorti sous le nom de Linc Chamberland, A Place Within     |
| 1976                   | 1979            | The Last Call                                                    | David Liebman                                                                        | Ego                           | Allemagne      |                                                                     |
| 1976                   |                 | The Duo Live                                                     | David Liebman/Richie Beirach                                                         |                               |                |                                                                     |
| 1978                   | 1979            | Pendulum                                                         | David Liebman                                                                        | Artist’s House                | USA            |                                                                     |
| 1978                   | 2008            | Mosaic Select 32: Pendulum, Live at the Village Vanguard         | David Liebman/Richie Beirach/Randy Brecker/Al Foster/Frank Tusa                      | Mosaic Records                | USA            |                                                                     |
| 1978                   | 1978            | Omerta                                                           | David Liebman/Richie Beirach                                                         | Trio Records                  | Japon          |                                                                     |
| 1979                   | 1979            | The Opal Heart                                                   | David Liebman                                                                        | Enja                          | Allemagne      |                                                                     |
| 1979                   | 1980            | Doin’ It Again                                                   | David Liebman                                                                        | Timeless                      | Pays-Bas       |                                                                     |
| 1979                   | 1980            | Dedications                                                      | David Liebman                                                                        | CMP                           | Allemagne      |                                                                     |
| 1979                   | 1980            | What It Is                                                       | David Liebman                                                                        | Columbia                      | USA            |                                                                     |
| 1980                   | 1981            | If They Only Knew                                                | David Liebman quintet                                                                | Timeless                      | Pays-Bas       |                                                                     |
| 1981                   | 1981            | Fusion Super Jam: Aurex Jazz ’81                                 | Collectif                                                                            | EWJ 80210                     | Japon          |                                                                     |
| 1981                   | 1983            | Memories, Dreams And Reflections                                 | David Liebman (solo)                                                                 | P.M. Records                  | USA            |                                                                     |
| 1981                   | 1982            | Quest                                                            | Quest (en) (David Liebman/Richie Beirach/George Mraz/Al Foster)                      | Trio Records                  | Japon          |                                                                     |
| 1983                   | 1983            | "Lieb": Close-Up                                                 | David Liebman                                                                        | Contempo Vibrato              | USA            |                                                                     |
| 1983                   | 1991            | Spirit Renewed                                                   | David Liebman/Bob Moses (en)/Eddie Gómez                                             | Owl Records                   | France         |                                                                     |
| 1984                   | 1984            | Sweet Fury                                                       | David Liebman quartet                                                                | From Bebop to Now             | Canada         |                                                                     |
| 1985                   | 1985            | Picture Show                                                     | David Liebman                                                                        | PM Records                    | USA            |                                                                     |
| 1985                   | 1985            | Double Edge                                                      | David Liebman/Richard Beirach                                                        | Storyville                    | Danemark       |                                                                     |
| 1985                   | 1991            | The Duo Live                                                     | David Liebman/Richard Beirach                                                        | Advance Music                 | Allemagne      |                                                                     |
| 1985                   | 1986            | The Loneliness Of A Long Distance Runner                         | David Liebman (solo)                                                                 | CMP                           | Allemagne      |                                                                     |
| 1986                   | 1986            | Quest II                                                         | Quest (David Liebman/Richie Beirach/Ron McClure/Billy Hart)                          | Storyville                    | Danemark       |                                                                     |
| 1987                   | 1987            | Homage To John Coltrane                                          | David Liebman                                                                        | Owl Records                   | France         |                                                                     |
| 1987                   | 1988            | Midpoint. Quest III: Live At The Montmartre Copenhagen Denmark   | Quest (David Liebman/Richie Beirach/Ron McClure/Billy Hart)                          | Storyville                    | Danemark       |                                                                     |
| 1987                   | 1988            | The Energy Of The Chance                                         | David Liebman With Dave Love and Friends                                             | Heads Up                      | USA            |                                                                     |
| 1987                   | 1988            | Tribute To John Coltrane - Live Under The Sky                    | Wayne Shorter/Eddie Gómez/Jack DeJohnette/Dave Liebman/Richie Beirach                | Columbia Records              | USA            |                                                                     |
| 1988                   |                 | New York Nights                                                  | Quest                                                                                | Pan                           | Japon          |                                                                     |
| 1988                   | 1988            | Trio + One                                                       | David Liebman                                                                        | Owl Records                   | France         |                                                                     |
| 1988                   | 1988            | Natural Selection                                                | Quest (David Liebman/Richie Beirach/Ron McClure/Billy Hart)                          | Evidence                      | USA            |                                                                     |
| 1989                   | 1992            | Play the music of Cole Porter                                    | David Liebman/Steve Gilmore/Bill Goodwin                                             | Red Records                   | Italie         |                                                                     |
| 1989                   |                 | Timeline                                                         | David Liebman                                                                        | Owl/EMI                       | France         |                                                                     |
| 1989                   | 1990            | Chant                                                            | David Liebman/Richard Beirach                                                        | CMP                           | Allemagne      |                                                                     |
| 1989                   | 1990            | Nine Again                                                       | David Liebman/Franco D’Andrea                                                        | Red Records                   | Italie         |                                                                     |
| 1989                   | 1995            | Tomorrow’s Expectations                                          | David Liebman                                                                        | FMC                           | Irlande        |                                                                     |
| 1989                   | 1990            | The Blessing Of The Old, Long Sound                              | David Liebman                                                                        | New Sound Planet              | Italie         |                                                                     |
| 1990                   | 1991            | The Tree                                                         | David Liebman                                                                        | Soul Note                     | Italie         |                                                                     |
| 1990                   | 1990            | One Of A Kind                                                    | David Liebman                                                                        | Line Records                  | Allemagne      |                                                                     |
| 1990                   | 1990            | Of One Mind                                                      | Quest (David Liebman/Richie Beirach/Ron McClure/Billy Hart)                          | CMP                           | Allemagne      |                                                                     |
| 1990                   | 1990            | West Side Story Today                                            | David Liebman/Gil Goldstein (en)                                                     | Owl Records                   | France         |                                                                     |
| 1990                   | 1990            | Live In Lille                                                    | Artistes divers (Michel Portal, David Liebman, Trilok Gurtu, Mino Cinelu)            | Sari Seeri                    | France         |                                                                     |
| 1991                   | 1991            | Classic Ballads                                                  | David Liebman                                                                        | Candid                        | Royaume-Uni    |                                                                     |
| 1991                   | 1991            | Classique                                                        | David Liebman                                                                        | Owl/EMI                       | France         |                                                                     |
| 1992                   | 1993            | Setting The Standard                                             | David Liebman                                                                        | Red Records                   | Italie         |                                                                     |
| 1992                   | 1992            | Turn It Around                                                   | David Liebman Group                                                                  | Owl/EMI                       | France         |                                                                     |
| 1992                   | 1993            | Joy, The Music Of John Coltrane                                  | David Liebman with the JMU Ensemble                                                  | Candid                        | Royaume-Uni    |                                                                     |
| 1992                   | 1995            | The Colossal Saxophone Sessions                                  | Artistes divers                                                                      | Evidence                      | USA            |                                                                     |
| 1992                   | 1994            | The Seasons                                                      | David Liebman/Cecil McBee/Billy Hart                                                 | Soul Note                     | Italie         |                                                                     |
| 1993                   | 1994            | Besame Mucho And Other Latin Jazz Standards                      | David Liebman                                                                        | Red Records                   | Italie         |                                                                     |
| 1995                   | 2009            | Dave Liebman Group Live at MCG                                   | David Liebman Group                                                                  | MCGJ                          | USA            |                                                                     |
| 1995                   | 1997            | Dave Liebman and Lluis Vidal Trio                                | David Liebman/Lluis Vidal                                                            | Fresh Sound                   | Espagne        |                                                                     |
| 1995                   |                 | Orchestre De Cambra                                              | David Liebman/Lluis Vidal                                                            | Fresh Sound                   | Espagne        |                                                                     |
| 1995                   | 1996            | In The Same Breath                                               | Mick Goodrick/avid Liebman/Wolfgang Muthspiel                                        | CMP                           | Allemagne      |                                                                     |
| 1995                   | 1996            | Voyage                                                           | David Liebman Group                                                                  | Evidence                      | USA            |                                                                     |
| 1995                   | 1997            | John Coltrane's Meditations                                      | David Liebman Ensemble                                                               | Arkadia Jazz                  | USA            |                                                                     |
| 1995                   | 1999            | Souls and Masters                                                | David Liebman/Mike Gerber                                                            | Arkadia Jazz                  | USA            |                                                                     |
| 1996                   | 1996            | Return Of The Tenor – Standards                                  | David Liebman                                                                        | Double Time                   | USA            |                                                                     |
| 1996                   | 1997            | World View                                                       | David Liebman/Jean-Paul Céléa/Wolfgang Reisinger                                     | Label Bleu                    | France         |                                                                     |
| 1996                   | 1997            | New Vista                                                        | David Liebman                                                                        | Arkadia Jazz                  | France         |                                                                     |
| 1996                   | 1997            | But Beautiful                                                    | Dave Liebman/Phil Markowitz                                                          | Sunshine Digital              | Japon          |                                                                     |
| 1996                   | 1997            | Rencontre                                                        | Papaq with David Liebman                                                             |                               | France         |                                                                     |
| 1997                   | 1997            | The Elements: Water                                              | David Liebman                                                                        | Arkadia Jazz                  | USA            |                                                                     |
| 1997                   | 1997            | Inner Voices                                                     | Abbey Rader/David Liebman                                                            | Abray Productions             | USA            |                                                                     |
| 1997                   | 2000            | Time Immemorial                                                  | David Liebman/Walter Quintus                                                         | ENJA                          | Allemagne      |                                                                     |
| 1997                   | 2001            | Liebman Plays Puccini - A Walk In The Clouds                     | David Liebman                                                                        | Arkadia Jazz                  | USA            |                                                                     |
| 1998                   | 1999            | 70s Jazz Pioneers - Live at The Town Hall NYC                    | Artistes divers                                                                      | 1201 Music                    | USA            |                                                                     |
| 1998                   | 1998            | Thank You John: Our Tribute To John Coltrane                     | Arkadia Jazz All-Stars                                                               | 1201 Music                    | USA            |                                                                     |
| 1998                   | 1999            | Missing a Page                                                   | Jean-Paul Céléa/David Liebman/Wolfgag Reisinger                                      | Label Bleu                    | France         |                                                                     |
| 1998                   | 2003            | Colors                                                           | David Liebman (solo)                                                                 | hatOLOGY                      | Suisse         |                                                                     |
| 1999                   | 1999            | Monk’s Mood                                                      | Dave Liebman Trio                                                                    | Double Time Jazz              | USA            |                                                                     |
| 1999                   | 2001            | The Unknown Jobim                                                | Dave Liebman Group                                                                   | GMN                           | USA            |                                                                     |
| 1999                   | 2000            | Inner Voices Live                                                | Dave Liebman/Abbey Rader                                                             | Abray                         | USA            |                                                                     |
| 1999                   | 2000            | IASJ Gala Concert                                                | Artistes divers                                                                      | IASJ                          | USA            |                                                                     |
| 2000                   | 2004            | Tour De Force                                                    | Petter Wettre/David Liebman                                                          | Household Records             | Norvège        |                                                                     |
| 2000                   | 2001            | Among Birds and Beasts                                           | Marc Van Roon/David Liebman                                                          | Apple on the Moon             | Pays-Bas       |                                                                     |
| 2000                   | 2001            | Clear Day                                                        | J.D. Walter/David Liebman                                                            | Double-Time Records           | USA            |                                                                     |
| 2000                   | 2001            | Live At Big Mama                                                 | Maurizio Giammarco/David Liebman/Daniel Humair/Furio Di Castri                       | Soul Note                     | Italie         |                                                                     |
| 2000                   |                 | Live at the Jazz School                                          | Mike Zilber                                                                          | Jazz School Records           | USA            |                                                                     |
| 2001                   | 2004            | In a Mellow Tone                                                 | Dave Liebman Group                                                                   | Zoho                          | USA            |                                                                     |
| 2001                   | 2002            | Latin Genesis                                                    | Dave Liebman/Don Braden/Dan Moretti                                                  | Whaling City Sound            | USA            |                                                                     |
| 2001                   | 2001            | Ghosts                                                           | Jean-Paul Céléa/David Liebman/Wolfgag Reisinger                                      | Nightbird                     | France         |                                                                     |
| 2001                   | 2003            | Beyond the Line                                                  | David Liebman Big Band                                                               | Omnitone Records              | USA            |                                                                     |
| 2001                   | 2002            | Lunar                                                            | Marc Copland/David Liebman Quartet                                                   | hatOLOGY                      | Suisse         |                                                                     |
| 2001                   | 2003            | Cosmos                                                           | Abbey Rader/Dave Liebman                                                             | Cadence                       | USA            |                                                                     |
| 2001                   |                 | Sketches of Spain                                                | the Manhattan School of Music Jazz Orchestra                                         | Jazzheads                     | USA            |                                                                     |
| 2002                   | 2002            | Feel                                                             | Cues Trio Meets David Liebman                                                        | Abeat                         | Italie         |                                                                     |
| 2002                   | 2002            | Bookends                                                         | David Liebman/Marc Copland                                                           | hatOLOGY                      | Suisse         |                                                                     |
| 2003                   | 2003            | Conversation                                                     | Dave Liebman Group                                                                   | Sunnyside                     | USA            |                                                                     |
| 2003                   | 2003            | Human Circle                                                     | Budapest Jazz Orchestra With David Liebman                                           | BMC                           | Hongrie        |                                                                     |
| 2003                   | 2004            | Line Ish                                                         | Tony Bianco/Dave Liebman/Tony Marino                                                 | Emanem                        | Royaume-Uni    |                                                                     |
| 2003                   | 2004            | Seasons Reflected                                                | David Liebman avec the Gunnar Mossblad Ensemble                                      | Soul Note                     | Italie         |                                                                     |
| 2003                   | 2005            | Lieb Plays Alec Wilder                                           | Dave Liebman Trio                                                                    | Daybreak                      | Pays-Bas       |                                                                     |
| 2003                   | 2008            | Day and Nite                                                     | David Liebman/Mike Murley                                                            | Cornerstone                   | Canada         |                                                                     |
| 2004                   | 2004            | Gathering of Spirits                                             | Saxophone Summit (Liebman/Brecker/Lovano)                                            | Telarc                        | USA            |                                                                     |
| 2004                   | 2008            | Caminando                                                        | Jean-Marie Machado/David Liebman                                                     | PAO Records                   | Autriche       |                                                                     |
| 2004                   |                 | David Liebman and Richie Beirach Retrospective                   | David Liebman/Richie Beirach                                                         | Mosaic Select Series #12      | USA            |                                                                     |
| 2004                   | 2005            | Different But The Same                                           | David Liebman/Ellery Eskelin/Tony Marino/Jim Black                                   | hatOLOGY                      | Suisse         |                                                                     |
| 2004                   | 2005            | Manhattan Dialogues                                              | Dave Liebman/Phil Markowitz                                                          | Zoho                          | USA            |                                                                     |
| 2005                   | 2005            | Flashpoint                                                       | Steve Smith/Dave Liebman/Aydın Esen/Anthony Jackson                                  | Tone Center                   | USA            |                                                                     |
| 2005                   |                 | Miles Ahead                                                      | Manhattan School Orchestra                                                           | Jazzheads                     | USA            |                                                                     |
| 2005                   | 2007            | Blues All Ways                                                   | Dave Liebman Group                                                                   | Omnitone                      | USA            |                                                                     |
| 2005                   | 2007            | Negative Space                                                   | David Liebman/Roberto Tarenzi/Paolo Benedettini/Tony Arco                            | Verve                         | USA            |                                                                     |
| 2005                   | 2005            | The Distance Runner                                              | David Liebman (solo)                                                                 | hatOLOGY                      | Suisse         |                                                                     |
| 2005                   | 2006            | Three For All                                                    | We Three (Dave Liebman/Steve Swallow/Adam Nussbaum)                                  | Challenge                     | Pays-Bas       |                                                                     |
| 2005                   | 2006            | Vienna Dialogues                                                 | David Liebman/Bobby Avey                                                             | ZoHo                          | USA            |                                                                     |
| 2005                   | 2007            | Redemption                                                       | Quest (David Liebman/Richie Beirach/Ron McClure/Billy Hart)                          | hatOLOGY                      | Suisse         |                                                                     |
| 2005                   | 2007            | Dream of Nite                                                    | David Liebman/Roberto Tarenzi/Paolo Benedettini/Tony Arco                            | Verve                         | Italie         |                                                                     |
| 2005                   | 2007            | Neighbors                                                        | David Liebman/Nancy Reed                                                             | Vectordisc                    | USA            |                                                                     |
| 2006                   | 2007            | Back On The Corner                                               | Dave Liebman/Anthony Jackson/Mike Stern/Tony Marino/Marko Marcinko/Vic Juris         | Tone Center                   | USA            |                                                                     |
| 2006                   | 2007            | Waters Ashore                                                    | Dave Liebman/LaDonna Smith/Misha Feigin                                              | Transmuseq Records            | USA            |                                                                     |
| 2006                   |                 | New Light-Live In Oslo                                           | David Liebman/Petter Wettre/Gene Perla/Scott Neumann                                 | PM Records                    | USA            |                                                                     |
| 2006                   | 2009            | Air                                                              | David Liebman/Walter Quintus                                                         |                               | [ 11 ]         |                                                                     |
| 2007                   | 2007            | Re-Dial: Live In Hamburg                                         | Quest (en) (David Liebman/Richie Beirach/Ron McClure/Billy Hart)                     | Out Note Records              | France         |                                                                     |
| 2007                   | 2008            | Seraphic Light                                                   | Saxophone Summit (Liebman/Coltrane/Coltrane)                                         | Telarc                        | USA            |                                                                     |
| 2007                   | 2009            | Something Sentimental                                            | (Another) Nuttree Quartet (John Abercrombie/Jay Anderson/Dave Liebman/Adam Nussbaum) | Kind of Blue                  | Suisse         |                                                                     |
| 2007                   | 2009            | Nomads                                                           | David Liebman/Michael Stephans                                                       | ITM                           | Allemagne      |                                                                     |
| 2007                   | 2008            | Further Conversations                                            | Dave Liebman Group                                                                   | True Azul                     | USA            |                                                                     |
| 2007                   |                 | Live at the IAJE                                                 | Dave Liebman Group                                                                   | On Site Recording             | USA            |                                                                     |
| 2007                   |                 | Seven Stairs/India                                               | David Liebman/Ravi Magnifique                                                        | Jazz Werkstatt                | Allemagne      |                                                                     |
| 2007                   | 2010            | As Always                                                        | Dave Liebman Big Band                                                                | Mama Records                  | USA            |                                                                     |
| 2008                   | 2010            | Relevance                                                        | Dave Liebman/Evan Parker/Tony Bianco                                                 | Red Toucan                    | Canada         |                                                                     |
| 2008                   | 2010            | Lieb Plays Kurt Weill                                            | Dave Liebman Trio                                                                    | Daybreak                      | Pays-Bas       |                                                                     |
| 2008                   | 2010            | Liebman Meets Intra Live                                         | David Liebman/Enrico Intra                                                           | Alfa                          | Italie         |                                                                     |
| 2008                   | 2009            | Porgy and Bess                                                   | Manhattan School Orchestra                                                           | Jazzheads                     | USA            |                                                                     |
| 2008                   | 2009            | Live at the Jazz Standard                                        | Mateusz Kołakowski/David Liebman                                                     | Fenom Media                   | Pologne        |                                                                     |
| 2008                   | 2010            | Lieb Plays The Blues À La Trane                                  | David Liebman Trio                                                                   | Daybreak                      | Pays-Bas       |                                                                     |
| 2009                   | 2010            | Turnaround-The Music of Ornette Coleman                          | Dave Liebman Group                                                                   | Jazz Werkstatt                | Allemagne      |                                                                     |
| 2009                   | 2010            | Quest For Freedom                                                | Richie Beirach/Dave Liebman                                                          | Sunnyside                     | USA            |                                                                     |
| 2009                   |                 | New Life                                                         | Dave Liebman/Richie Beirach                                                          |                               |                |                                                                     |
| 2009                   | 2011            | Unspoken                                                         | Dave Liebman/Richie Beirach                                                          | Out Note Records              | France         |                                                                     |
| 2010                   | 2011            | Amazing                                                          | We3 (Dave Liebman/Adam Nussbaum/Steve Swallow                                        | Kind Of Blue                  | Italie         |                                                                     |
| 2010                   | 2011            | KnowingLee                                                       | Lee Konitz/Dave Liebman/Richie Beirach                                               | Out Note                      | France         |                                                                     |
| 2010                   |                 | Ornette +                                                        | Dave Liebman Group                                                                   | Jazz Heads                    | France         |                                                                     |
| 2010                   | 2010            | Five On One                                                      | Contact (Dave Liebman/John Abercrombie/Marc Copland/Drew Gress/Billy Hart)           | Pirouet                       | Allemagne      |                                                                     |
| 2010                   |                 | David Liebman Quartet/Quintet                                    | David Liebman Quartet/Quintet                                                        | Tucsia In Jazz Live           | Italy          |                                                                     |
| 2010                   | 2012            | Sky Changes                                                      | Dave Liebman with the Manhattan School of Music Chamber Ensemble                     | Jazzheads                     | USA            |                                                                     |
| 2010                   |                 | Quest Live In Paris                                              | Quest                                                                                |                               |                |                                                                     |
| 2010                   | 2013            | Lineage                                                          | Dave Liebman/Michael Stephans                                                        | Whaling City Sound            | USA            |                                                                     |
| 2011                   | 2014            | Visitation                                                       | Saxophone Summit (Dave Liebman/Ravi Coltrane/Joe Lovano)                             | Artist Share                  | USA            |                                                                     |
| 2011                   | 2011            | Non Sequiturs                                                    | David Liebman, Ellery Eskelin, Tony Marino, Jim Black                                | hatOLOGY                      | Suisse         |                                                                     |
| 2011                   | 2011            | Circular Dreaming                                                | Quest (David Liebman/Richie Beirach/Ron McClure/Billy Hart)                          | Enja                          | Allemagne      |                                                                     |
| 2011                   | 2012            | Surreality                                                       | Dave Liebman/Lewis Porter/Marc Ribot                                                 | Enja                          | Allemagne      |                                                                     |
| 2011                   | 2012            | Famílía                                                          | Lydia Liebman Featuring The Dave Liebman Group                                       | Vectordisc                    | USA            |                                                                     |
| 2011                   |                 | Korna Solo                                                       | Dave Liebman (solo)                                                                  |                               |                |                                                                     |
| 2011                   | 2014            | The Fallout Of Dreams                                            | Dave Liebman/Steve Dalachinsky                                                       | Rogueart                      | France         |                                                                     |
| 2011                   | 2014            | Music From A Parallel Dimension liebman                          | Dave Liebman/Bob Moses                                                               | Ra-Kalam Records              | USA            |                                                                     |
| 2011                   | 2013            | The Code                                                         | Dave Liebman/Phil Haynes                                                             | Corner Store Jazz             | USA            |                                                                     |
| 2012                   | 2013            | Lieb Plays The Beatles                                           | Dave Liebman Trio                                                                    | Daybreak                      | Autriche       |                                                                     |
| 2012                   | 2013            | Lineage                                                          | Dave Liebman/Mike Stephans                                                           | Whaling City Sound            | USA            |                                                                     |
| 2012                   | 2013            | No Fast Food/Workin It-Together                                  | Drew Gress/Dave Liebman/Phil Haynes                                                  | Corner Store Jazz             | USA            |                                                                     |
| 2012                   | 2015            | Media Luz                                                        | Jean-Marie Machado/Dave Liebman                                                      | La Buissonne                  | France         |                                                                     |
| 2012                   | 2014            | Cycling                                                          | Sam Blais/Dave Liebman                                                               | Effendi                       | Canada         |                                                                     |
| 2013                   |                 | Near Dawn-Expansions                                             | The Dave Liebman Group with Pat Srikaranonda & Friends                               | JML Records                   | Thaïlande      | enregistré sour les auspices de l'U.S.State Department de Thaïlande |
| 2013                   | 2013            | Blue Rose                                                        | Dave Liebman/John Stowell                                                            | Origin Records                | USA            |                                                                     |
| 2013                   | 2013            | Jussi Lethoven Quartet with Dave Liebman                         | Aki Rissanen/Jussi Lehtonen Quartet/David Liebman                                    | Ozella Records                | Finlande       |                                                                     |
| 2013                   | 2013            | Free Colors                                                      | Robert Nordmark Quartet                                                              | Imogena                       | Suède          |                                                                     |
| 2014                   | 2014            | The Miami Jazz Project                                           | Arthur Barron/Dave Liebman/Abel Pabon                                                | Zoho Records                  | USA            |                                                                     |
| 2014                   | 2014            | A Tribute To Wayne Shorter                                       | Dave Liebman Big Band                                                                | Mama Records                  | USA            |                                                                     |
| 2014                   | 2014            | Ceremony                                                         | Dave Liebman                                                                         | Chesky Records                | USA            |                                                                     |
| 2014                   |                 | Breath                                                           | Dave Liebman/Skip Detrick                                                            |                               |                |                                                                     |
| 2014                   | 2014            | Samsara: Expansions                                              | Dave Liebman Group                                                                   | Whaling City Sound            | USA            |                                                                     |
| 2015                   | 2015            | The Puzzle: Expansions                                           | Dave Liebman Group                                                                   | Whaling City Sound            | USA            |                                                                     |
| 2015                   | 2016            | Balladscapes                                                     | Dave Liebman/Richie Beirach                                                          | Intuition                     | Allemagne      |                                                                     |
| 2015                   | 2016            | Across Two Centuries                                             | Three Reeds Quintet                                                                  | AMF 201                       | Italie         |                                                                     |
| 2015                   | 2016            | Is Seeing Believing?                                             | Liebman/Ineke/Lahina/Cavalli/Pinheiro                                                | Challenge                     | Pays-Bas       |                                                                     |
| 2016                   | 2016            | Expansions Live?                                                 | Dave Liebman Group                                                                   | Whaling City Sound            | USA            |                                                                     |
| 2016                   | 2018            | Fire                                                             | Dave Liebman                                                                         | Jazzline                      | Allemagne      |                                                                     |
| 2016                   | 2018            | Settings For Three                                               | No Fast Food (Drew Gess, Phil Haynes, David Liebman)                                 | Corner Store Jazz             | USA            |                                                                     |
| 2017                   | 2017            | Live at U of T                                                   | Liebman/Murley Quartet                                                               | University of Toronto Records | Canada         |                                                                     |
| 2017                   | 2018            | Petite Fleur: The Music of Sidney Bechet                         | David Liebman/John Stowell                                                           | Origin Records                | USA            |                                                                     |
| 2017                   | 2018            | The Unknowable                                                   | Dave Liebman/Tatsuya Nakatani/Adam Rudolph                                           | Rare Noise                    | Royaume-Uni    |                                                                     |
| 2017                   | 2018            | Standards In Dublin                                              | Gonzalo De Val/Dave Liebman/Ronan Guilfoyle                                          | Quadrant Records              | Espagne        |                                                                     |
| 2017                   | 2018            | Quartette Oblique                                                | Quartette Oblique (Mike Stephans/David Liebman/Marc Copland/Drew Gress)              | Sunnyside Records             | USA            |                                                                     |
| 2016                   | 2017            | Masters in Bordeaux                                              | Martial Solal/Dave Liebman                                                           | Sunnyside Records             | France         |                                                                     |
| 2017                   | 2020            | Masters in Paris                                                 | Martial Solal/Dave Liebman                                                           | Sunnyside Records             | France         |                                                                     |
| 2021                   | 2021            | New Vista                                                        | David Liebman Group                                                                  | Arkadia Records               | New York       |                                                                     |
| 2021                   | 2022            | John Coltrane’s Meditations                                      | Dave Liebman Ensemble                                                                | Arkadia Records               | New York       |                                                                     |

## En tant que sideman
| Année d'enregistrement | Année de sortie | Titre                                           | Artiste principal                                        | label                       | Pays de sortie | Notes                                                    |
| ---------------------- | --------------- | ----------------------------------------------- | -------------------------------------------------------- | --------------------------- | -------------- | -------------------------------------------------------- |
| 1967                   |                 | Custer Gets It                                  | Jim Pepper (en) Ensemble                                 | Rakalam Records             | USA            |                                                          |
| 1967                   |                 | Och Hans Vanner                                 | Lars Werner                                              | Love                        | Finlande       |                                                          |
| 1970                   |                 | Hino’s Journey To Air                           | Terumasa Hino                                            | Love TP                     | Japon          |                                                          |
| 1970                   |                 | Brief Replies                                   | Ten Wheel Drive (en)                                     | Polydor                     | USA            |                                                          |
| 1970                   |                 | Peculiar Friends                                | Ten Wheel Drive (en)                                     | Polydor                     | USA            |                                                          |
| 1971                   | 1971            | My Goal's Beyond (en)                           | John McLaughlin                                          | Douglas                     | USA            |                                                          |
| 1971                   | 1971            | Genesis (en)                                    | Elvin Jones                                              | Blue Note                   | USA            |                                                          |
| 1971                   | 1972            | Merry-Go-Round (en)                             | Elvin Jones                                              | Blue Note                   | USA            |                                                          |
| 1972                   | 1973            | Mr. Jones (en)                                  | Elvin Jones                                              | Blue Note                   | USA            |                                                          |
| 1972                   |                 | On the Corner                                   | Miles Davis                                              | Columbia                    | USA            |                                                          |
| 1972                   | 1973            | Live at the Lighthouse (en)                     | Elvin Jones                                              | Blue Note                   | USA            |                                                          |
| 1972                   |                 | Jazz Jamboree ’72                               | Elvin Jones                                              | Polskie Nagruna             | Pologne        |                                                          |
| 1972                   |                 | Live At Carnegie Hall, NYC                      | Elvin Jones                                              | PM Records                  | USA            |                                                          |
| 1972                   | 1972            | From A Whisper To A Scream                      | Esther Phillips                                          | Kudo                        | USA            |                                                          |
| 1973                   |                 | People In Me                                    | Abbey Lincoln                                            | Inner City                  | Japon          |                                                          |
| 1973                   |                 | Berlin ’73                                      | Miles Davis                                              | Jazz Masters                | USA            |                                                          |
| 1973                   |                 | En Concert, aka Live Olympia 11 July, 1973      | Miles Davis                                              | Europe 1 Trema              | France         |                                                          |
| 1973                   |                 | Miles And Beyond                                | Miles Davis                                              | Lyfe                        | USA            |                                                          |
| 1973                   | 1995            | Call It What It Is                              | Miles Davis                                              | Jazz Music Yesterday        | Italie         |                                                          |
| 1973                   | 1995            | Another Bitches Brew (Two Concerts In Belgrade) | Miles Davis                                              | Jazz Door                   | Allemagne      |                                                          |
| 1973                   | 1995            | Black Satin                                     | Miles Davis                                              | Jazz Masters                | Allemagne      |                                                          |
| 1973                   | 1995            | Palais Des Sports                               | Miles Davis                                              | Jazz Masters                | Allemagne      |                                                          |
| 1974                   | 1977            | Dark Magus                                      | Miles Davis                                              | CBS/Sony                    | USA            |                                                          |
| 1974                   | 1974            | Get Up with It                                  | Miles Davis                                              | Columbia                    | USA            |                                                          |
| 1974                   |                 | Somesvilles                                     | Fred Tompkins (en)                                       | Festival                    | USA            |                                                          |
| 1975                   |                 | Year Of The Ear                                 | Baird Hersey                                             | Jugoton                     | Yougoslavie    |                                                          |
| 1975                   |                 | Father Time                                     | Frank Tusa (en)                                          | Inner City                  | Allemagne      |                                                          |
| 1975                   |                 | Passing Dreams                                  | Badal Roy (en)                                           | Adamo                       | USA            |                                                          |
| 1975                   |                 | Ashiribad                                       | Badal Roy (en)                                           | Trio                        | Japon          |                                                          |
| 1975                   |                 | Bittersuite In The Ozone                        | Bob Moses (en)                                           | Mozown                      | USA            |                                                          |
| 1975                   | 1975            | From Russia With Jazz                           | Prince Igor Yahivelich                                   | Different Drummer           | USA            |                                                          |
| 1975                   |                 | What’cha Gonna Do For Me                        | Steve Satten                                             | Columbia                    | USA            |                                                          |
| 1976                   |                 | Wishes/Kochi                                    | Masabumi Kikuchi                                         | East Wind                   | Japon          |                                                          |
| 1976                   | 1977            | A Place Within                                  | Linc Chamberland (en)                                    | Muse Records                | USA            | également sorti sous le nom de David Liebman, What’s New |
| 1976                   | 1976            | The Main Force (en)                             | Elvin Jones                                              | Vanguard                    | USA            |                                                          |
| 1977                   |                 | New Moon In Zytron                              | James Zytro                                              | Pacific Arts                | USA            |                                                          |
| 1977                   |                 | Bishop’s Bag                                    | Bishop Norman Williams                                   | Theresa                     | USA            |                                                          |
| 1977                   |                 | Tiger In The Rain                               | Michael Franks                                           | Warner Bros.                | USA            |                                                          |
| 1977                   |                 | Flaming Spirit                                  | Ric Drexler                                              | Claremont                   | USA            |                                                          |
| 1977                   | 1978            | Nature’s Revenge                                | Ryō Kawasaki group                                       | MPS                         | Allemagne      |                                                          |
| 1979                   |                 | Matsuri                                         | Yoshio “Chin” Suzuki                                     | CBS/Sony                    | Japon          |                                                          |
| 1979                   |                 | All-In All-Out                                  | Masahiko Satoh                                           | CBS/Sony                    | Japon          |                                                          |
| 1979                   |                 | Faun                                            | John McNeil (en)                                         | Steeplechase                | Danemark       |                                                          |
| 1979                   |                 | Secret Places                                   | Nina Sheldon                                             | Plug                        | USA            |                                                          |
| 1979                   |                 | City Connection                                 | Terumasa Hino                                            | Flying Disc                 | Japon          |                                                          |
| 1979                   |                 | Dancing On The Table                            | Niels-Henning Ørsted Pedersen                            | Steeplechase                | Danemark       |                                                          |
| 1979                   |                 | Mr. Foster                                      | Al Foster                                                | Nippon/Columbia             | Japon          |                                                          |
| 1979                   |                 | Who’s Who                                       | John Scofield                                            | Arista Novus                | USA            |                                                          |
| 1979                   |                 | Family                                          | Bob Moses (en)                                           | Sutra                       | USA            | Aussi sorti en Italie sous le nom Devotion               |
| 1979                   |                 | Wheels Of Colored Light                         | Bob Moses (en)                                           | Open Mind                   | Allemagne      |                                                          |
| 1979                   |                 | Home                                            | Steve Swallow                                            | ECM                         | Allemagne      |                                                          |
| 1980                   |                 | Day Dream                                       | Terumasa Hino                                            | Flying Disk                 | Japon          |                                                          |
| 1980                   | 1980            | Heads Up                                        | Stone Alliance                                           | PM Records                  | USA            |                                                          |
| 1980                   | 1981            | Susto                                           | Masabumi Kikuchi                                         | Columbia                    | Japon          |                                                          |
| 1980                   | 1981            | Minerva’s Owl                                   | Aki Takase                                               | Continental                 | Japon          |                                                          |
| 1980                   | 1981            | Mountain                                        | Nobuyoshi Ino (en)                                       | Nippon/Columbia             | Japon          |                                                          |
| 1981                   | 1983            | Impressions Of Charles Mingus                   | Teo Macero                                               | Palo Alto                   | USA            |                                                          |
| 1981                   | 1981            | Clean Sweep                                     | John McNeil (en) quintet                                 | Steeplechase                | Danemark       |                                                          |
| 1981                   | 1981            | Wings                                           | Yoshio “Chin” Suzuki                                     | Trio                        | Japon          |                                                          |
| 1981                   | 1988            | Visiting This Planet                            | Tisziji Munoz (en)                                       | Anami Music                 | USA            |                                                          |
| 1981                   |                 | Hearing Voices                                  | Tisziji Munoz (en)                                       | Anami Music                 | USA            |                                                          |
| 1981                   | 1983            | So Nobody Else Can Hear                         | Jimmy Cobb                                               | CVR                         | USA            |                                                          |
| 1981                   | 1981            | Coup De Tete                                    | Kip Hanrahan                                             | American Clave              | USA            |                                                          |
| 1982                   | 1982            | Elvin Jones                                     | Elvin Jones                                              | Palo Alto                   | USA            |                                                          |
| 1982                   | 1982            | Mistletoe magic                                 | Artistes divers (Elvin Jones quintet)                    | Palo Alto                   | USA            |                                                          |
| 1982                   | 1982            | Dogatana                                        | Kazumi Watanabe                                          | Better Days                 | Japon          |                                                          |
| 1983                   | 1984            | Symbols Of Hopi                                 | Jill McManus                                             | Concord                     | USA            |                                                          |
| 1983                   | 1983            | Mars                                            | Steve Masakowski                                         | Prescription Records        | USA            |                                                          |
| 1983                   | 1988            | Things We Did Last Summer                       | John McNeil (en) quintet                                 | Steeplechase                | Danemark       |                                                          |
| 1983                   | 1984            | Picadilly Lilly                                 | University Of Miami Concert Jazz Band                    | Not On Label                | USA            |                                                          |
| 1983                   |                 | Introspection                                   | Jukkis Votilla                                           | Finn Records, Polydor       | Finlande       |                                                          |
| 1983                   | 1984            | Visit With The Great Spirit                     | Bob Moses (en)                                           | Gramavision                 | USA            |                                                          |
| 1984                   | 1984            | The Spell                                       | Klaus Ignatzek (en) group                                | Nabel Records               | Allemagne      |                                                          |
| 1985                   | 1985            | Tender Mercies                                  | Klaus Ignatzek (en) group                                | Nabel Records               | Allemagne      |                                                          |
| 1985                   | 1986            | New Hands                                       | Lars Danielsson                                          | Dragon                      | Suède          |                                                          |
| 1985                   | 1986            | Guided Dream                                    | Tolvan Big Band with David Liebman                       | Dragon                      | Suède          |                                                          |
| 1985                   | 1985            | Acoustical Suspension                           | Teo Macero                                               | Doctor Jazz                 | USA            |                                                          |
| 1986                   | 1987            | The Story Of Moses                              | Bob Moses (en)                                           | Gramavision                 | USA            |                                                          |
| 1986                   | 1986            | Inner Voices                                    | Paolo Fresu sextet                                       | Splasc(H) Records           | Italie         |                                                          |
| 1986                   |                 | Inner Rhythm                                    | Robert Jospé (en)                                        | Tundra                      | USA            |                                                          |
| 1987                   | 1988            | Rah                                             | Billy Hart                                               | Gramavision                 | USA            |                                                          |
| 1987                   | 1990            | Abracadabra                                     | Jeff Palmer                                              | Soul Note                   | Italie         |                                                          |
| 1987                   | 1987            | Men’s Land                                      | Michel Portal                                            | Label Bleu                  | France         |                                                          |
| 1988                   | 1988            | Day And Night                                   | McGill Jazz Ensemble with David Liebman                  | McGill                      | Canada         |                                                          |
| 1988                   | 1989            | Unexpected                                      | Zaviot with Dave Liebman                                 | Jazz Is                     | Israël         |                                                          |
| 1988                   | 1989            | A Sip Of Your Touch                             | Riccardo Del Fra                                         | Ida                         | France         |                                                          |
| 1988                   | 1990            | Voice Of The Wind                               | Ed Sarath                                                | Owl Records                 | France         |                                                          |
| 1989                   | 1991            | Visions                                         | Tom Harrell                                              | Contemporary                | USA            |                                                          |
| 1989                   | 1989            | Sail Away                                       | Tom Harrell                                              | Contemporary                | USA            |                                                          |
| 1989                   | 1993            | Something Els                                   | Jack Bruce                                               | CMP                         | Allemagne      |                                                          |
| 1989                   | 1990            | Schoenberg Improvisations                       | Harry Pepl (en)                                          | Amadeo                      | Autriche       |                                                          |
| 1989                   | 1994            | The House On Lefferts Blvd.                     | Yosi Levy                                                | MCI                         | Israël         |                                                          |
| 1989                   |                 | Homecoming                                      | Abbey Rader (en)                                         | Cadence                     | USA            |                                                          |
| 1990                   | 1991            | Exaton                                          | Christian Le Délézir                                     | Exaton                      | France         |                                                          |
| 1990                   | 1991            | Manu Pekar/David Liebman & Guests               | Manu Pekar                                               | Columbia                    | France         |                                                          |
| 1990                   |                 | Pacific Rim                                     | Phillip Kahn                                             | Borland International       | USA            |                                                          |
| 1990                   | 1993            | Bestial Cluster                                 | Mick Karn                                                | CMP                         | Allemagne      |                                                          |
| 1991                   | 1997            | Looking For The Light/A Tribute to Chet Baker   | Phil Markowitz (en)                                      | CB Records                  | USA            |                                                          |
| 1991                   | 1991            | Poems                                           | Lars Danielsson                                          | Dragon                      | Suède          |                                                          |
| 1991                   | 1992            | Fresh Enough                                    | Lars Danielsson                                          | Bellaphon                   | Allemagne      |                                                          |
| 1991                   | 1995            | Blues For McCoy                                 | Dave Panichi (en)                                        | Spirit Song                 | USA            |                                                          |
| 1991                   | 1993            | Convergence                                     | Gunnar Mossblad                                          | Mossblad Music              | USA            |                                                          |
| 1991                   | 1992            | So In Love                                      | Craig Fraedrich                                          | Positive Music              | USA            |                                                          |
| 1991                   | 1992            | Anadolu                                         | Aydın Esen                                               | Columbia/CBS Sony           | USA            |                                                          |
| 1991                   | 1992            | The Moment                                      | Yoshio “Chin” Suzuki                                     | One Voice                   | Japon          |                                                          |
| 1991                   | 1992            | Sailing Stone                                   | Motohiko Hino (en)                                       | One Voice                   | Japon          |                                                          |
| 1991                   | 1992            | Last Day In May                                 | Ed Sarath                                                | Konnex                      | Allemagne      |                                                          |
| 1992                   | 1992            | Stranger In Brooklyn                            | Mike Zilber                                              | Owl/EMI                     | France         |                                                          |
| 1992                   | 1992            | Turandot                                        | Bob Belden                                               | Blue Note                   | Japon          |                                                          |
| 1992                   | 1993            | The Yin And The Yout                            | Paul Wertigo                                             | Vera Bra                    | Allemagne      |                                                          |
| 1992                   | 1993            | Life’s A Lesson                                 | Ben Sidran                                               | Go Jazz                     | Japon          |                                                          |
| 1992                   |                 | New Songs                                       | Manu Pekar                                               | Gorgone                     | France         |                                                          |
| 1992                   |                 | Island                                          | Shiro Mori                                               | Verve Forecast, Polydor K.K | Japon          |                                                          |
| 1993                   | 1997            | Key Of The Moment                               | Peter Weniger                                            | Mons                        | Allemagne      |                                                          |
| 1993                   | 1993            | Tales From The Reefs                            | Boclé Brothers Band                                      | One                         | France         |                                                          |
| 1993                   | 1995            | It’s There                                      | Motohiko Hino (en)                                       | Fun House                   | Japon          |                                                          |
| 1993                   |                 | King Oedipus                                    | Peter Herbert                                            | Milenium                    | Autriche       |                                                          |
| 1993                   | 1995            | Time Changes                                    | Jerry Hahn                                               | Enja                        | Allemagne      |                                                          |
| 1993                   |                 | RH Factor                                       | Reuben Hoch                                              | Bellaphon                   | Allemagne      |                                                          |
| 1993                   | 1993            | The Gatecrasher                                 | Andreas Manndorf                                         | Millenium Records           | Autriche       |                                                          |
| 1993                   |                 | Klang Debuts                                    | MHS Big Band St. Gut                                     |                             | Autriche       |                                                          |
| 1995                   |                 | Adventures                                      | Ken Sangster                                             | Jazz Focus                  | Canada         |                                                          |
| 1995                   | 2001            | No Images                                       | John Hollenbeck                                          | CRI                         | USA            |                                                          |
| 1995                   | 1995            | Mr. X                                           | Mordy Ferber                                             | Ozone                       | USA            |                                                          |
| 1995                   | 1995            | New York Rendez-vous                            | Didier Lockwood                                          | JMS                         | France         |                                                          |
| 1995                   |                 | Prayer For My Father                            | Valery Volkov                                            | Sigman International        | USA            |                                                          |
| 1995                   |                 | Miss You In New York                            | T Square                                                 | CBS/Sony                    | Japon          |                                                          |
| 1995                   | 1995            | Aventure Publique                               | Papaq                                                    |                             | France         |                                                          |
| 1995                   | 1995            | If I Only Knew                                  | Reuben Hoch                                              | Bellaphon                   | Allemagne      |                                                          |
| 1996                   | 1996            | New York Breed                                  | Conrad Herwig                                            | Double Time                 | USA            |                                                          |
| 1996                   | 1998            | Quatre Fois Trois                               | Daniel Humair                                            | Label Bleu                  | France         |                                                          |
| 1996                   | 1996            | ... And Into The Light                          | Greg Waits                                               | Jagre Music                 | USA            |                                                          |
| 1996                   |                 | An Echoed Smile                                 | Matt Ballisteras                                         | Palmetto                    | USA            |                                                          |
| 1996                   | 1996            | The Music Of Alec Wilder                        | Vic Juris                                                | Double Time                 | USA            |                                                          |
| 1996                   | 1997            | Thought Provoking                               | Rick DellaRatta                                          | Stella                      | USA            |                                                          |
| 1996                   | 1997            | HomePage                                        | Uli Rennert                                              | SOS Music                   | Autriche       |                                                          |
| 1996                   | 1999            | The Four Elements                               | Jens Winther                                             | Stunt                       | Danemark       |                                                          |
| 1996                   | 1996            | Dis Tanz                                        | Michael Nick                                             | Transes Européennes         | France         |                                                          |
| 1997                   | 1997            | Affairs                                         | Rolf Kühn & Friends                                      | Intuition                   | Allemagne      |                                                          |
| 1997                   | 1997            | Swing Time                                      | Peter LaRoca                                             | Blue Note                   | USA            |                                                          |
| 1997                   | 1997            | SwingTime                                       | Pete La Roca                                             | Blue Note                   | [ 21 ]         |                                                          |
| 1997                   | 1997            | Off The Coast                                   | Terumasa Hino                                            | Sweet Basil                 | Japon          |                                                          |
| 1997                   |                 | Free Time                                       | Nick Bissesi                                             | Hallway                     | USA            |                                                          |
| 1997                   | 2000            | Hunters And Gatherers                           | Jukkis Uotila                                            | Double Time                 | USA            |                                                          |
| 1998                   |                 | Orphee                                          | Allie Defau                                              | Night and Day               | France         |                                                          |
| 1998                   | 1999            | Panthalassa                                     | Miles Davis/Bill Laswell                                 | Columbia                    | USA            |                                                          |
| 1998                   | 1998            | Endless Miles: A Tribute To Miles Davis         | Artistes divers                                          | N2K                         | USA            |                                                          |
| 1998                   | 1999            | Invisible City                                  | André Bush                                               | Odd Culture                 | USA            |                                                          |
| 1998                   | 1999            | Pink Elephant Magic                             | Joanne Brackeen                                          | Arkadia                     | USA            |                                                          |
| 1998                   | 1998            | Nagual Site                                     | Sacred System                                            | Wicklow                     | USA            |                                                          |
| 1998                   | 1999            | Innermedium                                     | Robert Musso                                             | DIW                         | Japon          |                                                          |
| 1998                   | 1999            | Taurus People                                   | John Nugent Quartet                                      | Jazz Focus                  | Canada         |                                                          |
| 1998                   | 1998            | Metal Caribe                                    | Richie Zellon                                            | Song-o-saurus               | USA            |                                                          |
| 1998                   |                 | Spirit Child                                    | Lenora Zenzalai Helm                                     | J Curve                     | USA            |                                                          |
| 1998                   |                 | Sombritude                                      | Andy Emler                                               | Casa                        | France         |                                                          |
| 1998                   | 1999            | I Mean You                                      | Peter Weniger                                            | Mons                        | Allemagne      |                                                          |
| 1998                   | 2000            | Meeting Two                                     | Ravy Magnifique                                          | Au Merle Moqueur            | France         |                                                          |
| 1998                   | 2000            | The Stamm/Soph Project                          | The Marvin Stamm/Ed Soph Quartet                         | Marstam                     | USA            |                                                          |
| 1998                   | 2001            | Petty Theft                                     | Wilkins & Allen Quartet                                  | Cathexis                    | USA            |                                                          |
| 1998                   | 2002            | The Banff Sessions                              | John Stowell                                             | Origin Records              | USA            |                                                          |
| 1998                   |                 | Maxim Confit                                    | Dane Maxim Richeson                                      | 7 Maxim Production          | USA            |                                                          |
| 1998                   |                 | After Dark                                      | Ronan Guilfoyle Trio                                     | IMC                         | Irlande        |                                                          |
| 1998                   | 1999            | Suite For Soprano Sax And String Orchestra      | Florian Ross                                             | Naxos                       | Allemagne      |                                                          |
| 1999                   | 1999            | 3 Purple Circles                                | Misako Kano                                              | Jazz Focus                  | Canada         |                                                          |
| 1999                   | 1999            | Presence of Joy                                 | Tisziji Muñoz                                            | Anami Records               | USA            |                                                          |
| 1999                   | 2000            | In Color                                        | The Trio                                                 | Resonant Music              | Norvège        |                                                          |
| 1999                   | 1999            | Dark Star                                       | Teo Macero                                               |                             | USA            |                                                          |
| 2000                   | 2001            | Topaz Under the Moon                            | Jeff Raheb                                               | Topaz                       | USA            |                                                          |
| 2000                   | 2000            | Second Voyage                                   | Lewis Porter Quintet                                     | Altrisuoni                  | Suisse         |                                                          |
| 2000                   | 2001            | Labyrinth: Daedalus Project                     | Dimitrious Vassilakis                                    | Candid                      | Angleterre     |                                                          |
| 2000                   | 2001            | Labyrinth: Daedalus Project                     | Dimitrious Vassilakis                                    | Candid                      | Angleterre     |                                                          |
| 2000                   |                 | The Human Spirit                                | Tisziji Muñoz                                            | Anami Records               | USA            |                                                          |
| 2000                   | 2001            | In Harmony’s Way                                | Jeff Berlin                                              | MAJ Records                 | USA            |                                                          |
| 2001                   | 2002            | Sylvan Treasure                                 | Jesse Green                                              | Chiaroscuro                 | USA            |                                                          |
| 2001                   | 2002            | Lichtblau                                       | André Nendza's A.Tronic                                  | Crecycle Music              | Allemagne      |                                                          |
| 2001                   |                 | Nuage                                           | Jeff Johnston                                            | Justin Time                 | Canada         |                                                          |
| 2001                   | 2001            | Hope                                            | Piotr Wojtasik                                           | Power Bros.                 | Pologne        |                                                          |
| 2001                   | 2003            | Ringin’ Bells                                   | Alessandro Fabbri Quarte                                 | Via Venuto Jazz Records     | Italie         |                                                          |
| 2001                   | 2004            | To Music                                        | Jim Robitaille                                           | Whaling City Sound          | USA            |                                                          |
| 2002                   | 2002            | Le Jazz Est Un Roman (compilation)              | Alain Gerber                                             | Owl                         | France         |                                                          |
| 2002                   | 2005            | These are Them                                  | Al Ashley                                                | Jazz Land                   | USA            |                                                          |
| 2002                   | 2004            | Monsoon                                         | Scott DuBois Quintet                                     | Soul Note                   | Italie         |                                                          |
| 2003                   |                 | In Berlin                                       | Andreas Schmidt and Friends                              | Jazzmusic                   | Allemagne      |                                                          |
| 2003                   |                 | Cruisin’                                        | Juergen Seefelder                                        | West Wind                   | Allemagne      |                                                          |
| 2003                   | 2004            | Snake Charmer                                   | Rez Abbasi                                               | Earth Sounds                | USA            |                                                          |
| 2003                   | 2006            | Monkey Dance                                    | Tony Bianco                                              | FMR Records                 | Royaume-Uni    |                                                          |
| 2004                   | 2005            | A Second Look                                   | Tony Bianco                                              | Mel Bay Records             | USA            |                                                          |
| 2004                   | 2005            | Oracion                                         | Guillermo McGill                                         | Karonte                     | Espagne        |                                                          |
| 2004                   | 2005            | Fusion for Miles:A Guitar Tribute               | Artistes divers                                          | Tone Center                 | USA            |                                                          |
| 2004                   | 2005            | Harrison on Harrison                            | Joel Harrison                                            | High Note                   | USA            |                                                          |
| 2004                   |                 | After Utopia                                    | Andy Sugg                                                | Newmarket Music             | Australie      |                                                          |
| 2004                   | 2006            | Refusion                                        | Wolfgang Reisinger                                       | Universal                   | Autriche       |                                                          |
| 2004                   | 2007            | Jazz My Soul                                    | Jazz Explorers                                           | Rhythm Dynamics             | USA            |                                                          |
| 2005                   | 2008            | Spectacles                                      | André Nendza's A.Tronic                                  | JazzSick Records            | Allemagne      |                                                          |
| 2005                   |                 | Grey Matters                                    | David Kane                                               | Magellan                    | USA            |                                                          |
| 2005                   | 2006            | Exploration                                     | Christophe Dal Sasso                                     | Nocturne                    | France         |                                                          |
| 2005                   | 2006            | Tiger by the Tail                               | George Gruntz Concert Jazz Band                          | Montreux                    | Suisse         |                                                          |
| 2005                   | 2006            | Faces                                           | Jean-Charles Richard                                     | Herrade                     | France         |                                                          |
| 2005                   | 2006            | 4 More                                          | Thomas Carbou                                            | Herrade                     | France         |                                                          |
| 2005                   |                 | Forever Lost                                    | Jiannis Pavlidis                                         |                             | Royaume-Uni    |                                                          |
| 2006                   | 2006            | Machinery Of The Night                          | David Kane                                               | Magellan                    | USA            |                                                          |
| 2006                   | 2007            | Depth Of Emotion                                | Ed Saindon                                               | World Improvised Music      | USA            |                                                          |
| 2006                   | 2007            | Traces                                          | Dan Stern                                                | Kvetch Records              | Royaume-Uni    |                                                          |
| 2006                   | 2007            | Identita                                        | Massimo Manzi                                            | Wide Records                | Italie         |                                                          |
| 2006                   |                 | Origin                                          | Emre Katari                                              | Rec Jazz                    | Turquie        |                                                          |
| 2006                   | 2007            | Kopacoustic-Music from the Kopa Festival        | Artistes divers                                          | Kopasetic                   | Suède          |                                                          |
| 2006                   | 2006            | Autumn Suite                                    | Jarek Śmietana                                           | JSR Records                 | Pologne        |                                                          |
| 2007                   | 2009            | The Comet’s Tail                                | Chuck Owen’s Jazz Surge                                  | Mama Records                | USA            |                                                          |
| 2007                   | 2008            | Study in Contrast                               | Teo Macero                                               | Teo Productions Inc.        | USA            |                                                          |
| 2007                   | 2007            | Obligatory Villagers                            | Nellie McKay                                             | Hungry Mouse Records        | USA            |                                                          |
| 2007                   | 2008            | Miles from India                                | Artistes divers                                          | Times Square                | USA            |                                                          |
| 2007                   |                 | Unibrain                                        | Kakaphonic                                               | Boom a Room                 | USA            |                                                          |
| 2007                   | 2008            | Unibrain                                        | Kakaphonic                                               | Jazz Jeon Records           | USA            |                                                          |
| 2007                   | 2007            | Jazz On                                         | Funk Off                                                 | EMI                         | Italy          |                                                          |
| 2008                   |                 | Strength to Climb                               | Jazz Explorers                                           |                             |                |                                                          |
| 2008                   | 2009            | Remembering The Future                          | Jon Hemmersam                                            | NCB                         | Danemark       |                                                          |
| 2008                   | 2009            | No Such Thing                                   | Matt Vashlishan                                          | Origin Records              | USA            |                                                          |
| 2008                   | 2009            | Free 4                                          | DAG                                                      | CR                          | France         |                                                          |
| 2008                   | 2009            | Little Horse - Ho!                              | George Gruntz & Tobias Preisig                           | TCB                         | Suisse         |                                                          |
| 2009                   | 2009            | The Avatar Sessions: The Music of Tim Hagans    | the Nordbotten Big Band                                  | Fuzzy Music                 | USA            |                                                          |
| 2009                   | 2010            | A New Face                                      | Bobby Avey                                               | Jay Dell Records            | USA            |                                                          |
| 2009                   | 2010            | The Bickel/Marks Group with Dave Liebman        | The Bickel/Marks Group                                   | Z Production                | Italie         |                                                          |
| 2010                   | 2010            | Duende                                          | Jon Hemmersen                                            | Konnex                      | Allemagne      |                                                          |
| 2010                   |                 | Outside the Soiree                              | Erin McDougald                                           | Miles High Records          | USA            |                                                          |
| 2010                   | 2013            | The Art Of Respect                              | Guillermo McGill Quartet                                 | Youkali Music               | Espagne        |                                                          |
| 2011                   | 2014            | Ungrund                                         | Gabor Gado Quartet                                       | BMC                         | Hongrie        |                                                          |
| 2011                   |                 | Bossa Of Possibility                            | Jon Gold                                                 | Blue Jazz                   | USA            |                                                          |
| 2011                   |                 | Early Afternoon                                 | Francesca Venerucci featuring Dave Liebman               | Dodilune                    | Italie         |                                                          |
| 2012                   |                 | Things                                          | Basak Yuvuz                                              | Z Muzik                     | Turquie        |                                                          |
| 2012                   |                 | Skytrain                                        | Chacon and Diaz                                          | Erabel Jazz                 | Espagne        |                                                          |
| 2012                   | 2013            | Tomorrow’s Expectations                         | Dave Liebman Big Band                                    | JazzIz                      | Israel         |                                                          |
| 2012                   | 2014            | Inti                                            | Machine Mass                                             | MoonJune                    | USA            |                                                          |
| 2012                   | 2012            | Duets                                           | Bob Dorough                                              | COTA Jazz                   | USA            |                                                          |
| 2013                   |                 | Subliminal Leaps                                | Charles Evans                                            | Mimi Records                | USA            |                                                          |
| 2013                   |                 | The Time Of Monsters                            | Laurent Bonnot                                           | LB Records                  | USA            |                                                          |
| 2013                   |                 | American Adventure                              | Scottish National Jazz Orchestra                         | Spartacus Records           | Écosse         |                                                          |
| 2013                   |                 | Sphere                                          | Nicolas Folmer                                           | Cristal Records             | France         |                                                          |
| 2013                   |                 | ReWrite Of Spring                               | Aarhus Jazz Orchestra arranged by Lars Moller            | Da Capo Records             | Danemark       |                                                          |
| 2013                   |                 | ReWrite Of Spring                               | Aarhus Jazz Orchestra arranged by Lars Moller            | Da Capo Records             | Danemark       |                                                          |
| 2013                   | 2014            | Jazz Talk                                       | Vein feat. Dave Liebman                                  | Unit                        | Suisse         |                                                          |
| 2013                   |                 | Singing Red                                     | Jon Hemmersam                                            | Konnex Records              | Allemagne      |                                                          |
| 2013                   |                 | Folklorico                                      | Francesco Marcocci                                       | Boabob Records              | USA            |                                                          |
| 2013                   |                 | Two Suites For Jazz Orchestra                   | Oscar Del Barbes                                         | Dot Time Records            | Italie         |                                                          |
| 2013                   | 2013            | Free Colors                                     | Robert Nordmark Quartet                                  | Imogena                     | Suède          |                                                          |
| 2014                   |                 | Let There Be Life, Love and Laughter            | Eric Ineke Meets The Tenor Players                       | Day Break                   | Pays-Bas       |                                                          |
| 2014                   | 2015            | On Beauty                                       | Charles Evans                                            | Mimi Records                | USA            |                                                          |
| 2014                   |                 | Heritage/Evolution                              | Prism Saxophone Quartet                                  | Innova                      | USA            |                                                          |
| 2014                   |                 | Ugandan Suite                                   | Felipe Salles                                            | Tapestry Records            | USA            |                                                          |
| 2014                   |                 | Individuation                                   | Michael Eaton                                            | Destiny Records             | USA            |                                                          |
| 2015                   |                 | Glimpses                                        | Li Gaoyang featuring Dave Liebman                        | Bailey Records              | Chine          |                                                          |
| 2015                   | 2018            | Distant Song                                    | Fred Farell                                              | Whaling City Sound          | USA            |                                                          |
| 2015                   |                 | Jazz For The Earth                              | Bill Carter and the Presbybop Sextet                     | PBOP Records                | USA            |                                                          |
| 2015                   |                 | Racha S’Miles                                   | Racha Flora                                              |                             |                |                                                          |
| 2015                   | 2016            | Resolution                                      | Mehmet Ali Sanlikol                                      | Dunya                       | USA            |                                                          |
| 2016                   |                 | Atoms Of Supersoul                              | Tisziji Munoz                                            | Anamimusic                  | USA            |                                                          |
| 2016                   |                 | Sweet Ruby Suite                                | University of Toronto Jazz Orchestra with Norma Winstone |                             | Canada         |                                                          |
| 2016                   |                 | Skins                                           | Nana Simopoules                                          | NR 9206-2                   | USA            |                                                          |
| 2017                   |                 | Fourteen Hungarian Peasant Songs                | Modern Art Orchestra                                     | BMC                         | Hongrie        |                                                          |
| 2017                   |                 | Glimpses                                        | Keith Oxman Group                                        | Capri Records               | USA            |                                                          |
| 2017                   |                 | Electric Miles                                  | Charles Pillow Large Ensemble                            | Mama Records                | USA            |                                                          |
| 2018                   |                 | Right Around The Corner                         | John Minnock                                             |                             |                |                                                          |